# Luftwaffen-Sportverein Hamburg
Luftwaffen-Sportverein Hamburg (LSV Hamburg) – klub sportowy powietrznych sił zbrojnych Luftwaffe, działający w czasie drugiej wojny światowej.

## Historia
Klub został założony 8 grudnia 1942. Początkowo składał się z żołnierzy wojsk obrony przeciwlotniczej stacjonowanych w Hamburgu. Z czasem do drużyny piłkarskiej zostali wcieleni zawodowi piłkarze grający do tamtej pory w innych niemieckich klubach.

## Sekcje

### Piłka nożna
W sezonie 1942/1943 LSV Hamburg dostał się aż do finału Tschammer-Pokal, który był poprzednikiem dzisiejszego DFB-Pokal. W finale drużyna z Hamburga przegrała po dogrywce z Vienna Wiedeń 2:3. Był to ostatni finał Pucharu Niemiec aż do zakończenia wojny.
W sezonie 1943/1944 klub z Hamburga przeszedł aż do finału rozgrywek o mistrzostwo Niemiec. W finałowym meczu w Berlinie, który oglądało 70.000 widzów,  uległ jednak Dresdner SC 0:4.

### Hokej na trawie
W 1944 roku LSV Hamburg został mistrzem Niemiec w hokeju na trawie. W finale, który odbył się w Magdeburgu, LSV pokonał obrońcę tytułu TSV Sachsenhausen 1857 po dogrywce 1:0.

### Piłka ręczna na trawie
W 1944 roku LSV Hamburg dotarł do finału mistrzostw Niemiec w piłce ręcznej na trawie. Przegrał finał, który odbył się w Hamburgu, 7:10 z SG OrPo Berlin.